# Сапожниковы (фабриканты)
Сапо́жниковы — русский купеческий род, занимавшийся торговлей и производством текстиля, в том числе шёлка. Фабрика Сапожниковых, основанная в 1836 году, и позже преобразованная в фирму «А. и В. Сапожниковы», во второй половине XIX века стала самой крупной по изготовлению парчи, бархата и узорчатых декоративных шелков. Представители рода известны также меценатством.
Ведут своё происхождения из посадских людей Углича. В 1783 году семья переехала в Москву. В 1795 году выросшие братья Сапожниковы записываются в купеческую гильдию.
- Григорий Сапожников
  - Иван Григорьевич Сапожников (1775—1802) — купец третьей гильдии (с 1795), вёл торговлю в Свечном Восковом ряду Средних торговых рядов[1].
  - Григорий Григорьевич Сапожников (1770 — не ранее 1815) — купец третьей гильдии (1795—1815), с 1815 мещанин, вёл торговлю в Суровском ряду Средних торговых рядов.
    - Григорий Григорьевич Сапожников (18 (30) января 1810 — 11 (23) мая 1847) — сын Г. Г. Сапожникова, купец третьей гильдии (с 1831), не позднее 1837 перешел во вторую гильдию. Жил возле Красных ворот, в 1836 году разместил в своём доме парчово-шёлковую фабрику. В 1840 году женился на Вере Владимировне Алексеевой (24 декабря 1823 (5 января 1824) — 30 июня (12 июля) 1877), дочери В. С. Алексеева из купеческого рода Алексеевых. Она управляла фабрикой после смерти мужа в 1847 до 1869 года. Являлась почётной попечительницей Мещанских училищ, состояла в Мариинском Дамском комитете Общества попечения о больных и раненых воинах. По завещанию оставила Московскому купеческому обществу 11,5 тысяч рублей. После 1869 года передала фабрику под управление детей, дети Г. Г. и В. В. Сапожниковых[1].
      - Александр Григорьевич Сапожников (19 (31) октября 1842 — 15 (27) апреля 1877) — московский купец первой гильдии, мануфактур-советник. Имел звание потомственного почетного гражданина. Выборный от московского купечества (с 1869), товарищ старшины московского купечества (1871—1875), выборный Московского биржевого общества (1870—1877), гласный Московской городской думы (1873—1877). Вместе с братом стал в 1871 году соучредителем Московско-Ташкентского товарищества для содействия русской шёлковой промышленности, а в 1873 — Московского торгово-промышленного товарищества. В 1875 году братья Сапожниковы закладывают новую фабрику в подмосковном селе Куракино[1].
      - Владимир Григорьевич Сапожников (22 октября (3 ноября) 1843 — 16 (29) июля 1916) московский купец первой гильдии, мануфактур-советник (с 1884 года), действительный статский советник (1910). Имел звание потомственного почетного гражданина. После смерти брата в 1877 году единолично управлял семейным предприятием, в 1912 году фирма «А. и В. Сапожниковы» была преобразована в торгово-промыленное товарищество на паях, в котором он занял пост председателя правления. С 1896 года также являлся директором-распорядителем Спас-Сетуньской мануфактуры ковровых изделий. Гласный Московской городской думы (1873—1880), выборный (1873—1915) и кандидат в выборные (1915—1916) Московского биржевого общества. Член совета Московского купеческого банка (1886—1914), старшина Московского биржевого комитета (1892—1909). Член совета и казначей (1880—1897), председатель совета (1897—1914) Московской практической академии коммерческих наук. Член совета (1892—1896, 1911—1914), товарищ председатель (1896—1906) и председатель (1906—1911) попечительского совета Александровского коммерческого училища, член совета Строгановского центрального училища технического рисования (с 1896). Староста храма Святых апостолов Петра и Павла на Новой Басманной (1892—1910). С 1907 года член центрального комитета партии «Союз 17 октября». Кавалер множества российских и иностранных орденов, включая французский орден Почётного легиона (1890). В 1914 году перенёс инсульт, после чего отошел от активного участия в делах. 23 января (4 февраля) 1877 женился на Елизавете Васильевне Якунчиковой (1856—1938), дочери предпринимателя В. И. Якунчикова[1].
        - Григорий Владимирович Сапожников (22 апреля (5 марта) 1888 — 1938) — сын В. Г. Сапожникова, при отце занимал пост директора (1912—1916), после его смерти стал председателем правления (1916—1918) Торгово-промышленного товарищества на паях «А. и В. Сапожниковы». В 1911 году получил потомственное дворянство. Выборный Московского биржевого общества (1915—1918), староста храма Святых апостолов Петра и Павла на Новой Басманной (1911—1919)[1].
        - Александр Владимирович Сапожников (1878—1900), племянник жены В. Д. Поленова.

      - Елизавета Григорьевна Сапожникова (1 (13) сентября 1847 — 25 октября (7 ноября) 1908[1]) — культурный и общественный деятель, благотворительница, одна из основательниц Абрамцевского художественного кружка, супруга предпринимателя Саввы Ивановича Мамонтова, мать Веры Саввичны Мамонтовой.

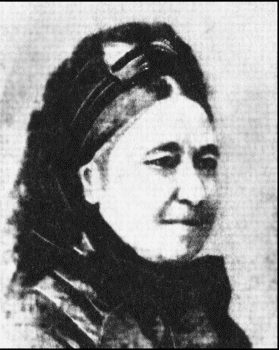
Вера Сапожникова
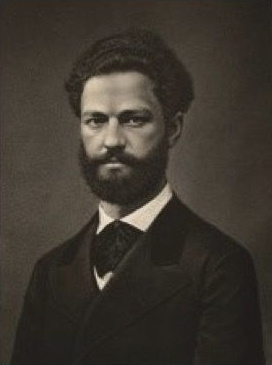
Александр Григорьевич
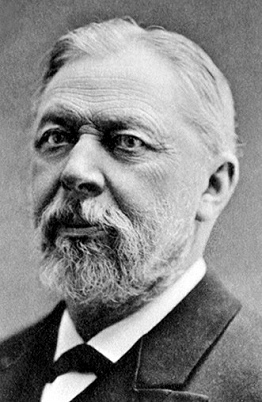
Владимир Григорьевич
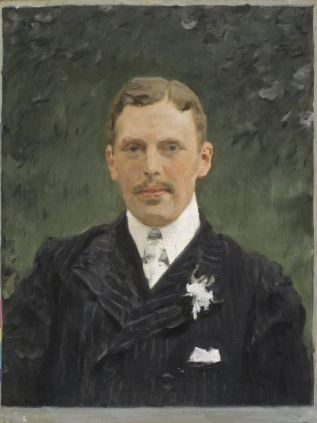
Александр Владимирович